# Haussez
Haussez település Franciaországban, Seine-Maritime megyében. Lakosainak száma 277 fő (2022. január 1.). Haussez Canny-sur-Thérain, Saint-Samson-la-Poterie, Villers-Vermont, Doudeauville, Grumesnil, Ménerval, Pommereux, Saint-Michel-d’Halescourt és Saumont-la-Poterie községekkel határos.

## Népesség
A település népességének változása:
| Lakosok száma | 270  | 272  | 278  | 278  | 281  | 281  | 281  | 279  | 277  |
|               | 2013 | 2015 | 2016 | 2017 | 2018 | 2019 | 2020 | 2021 | 2022 |